# Triginglymus nesiotes
Triginglymus nesiotes is een mosselkreeftjessoort uit de familie van de Thaerocytheridae. De wetenschappelijke naam van de soort is voor het eerst geldig gepubliceerd in 2000 door Whatley, Jones & Wouters.

## Leefgebied
De Triginglymus Nesiotes komt vooral voor in een Marien leefgebied, zoals een koraalrif.

## Lichaamsgrote
De lichaamsgrote van de Triginglymus Nesiotes kan van 0,1mm tot 1mm voorkomen in de volwassen fase.